# Macbeth (powieść)
Macbeth  (norw. Macbeth) – powieść kryminalna norweskiego pisarza Jo Nesbø, opublikowana w 2018 r. Pierwsze polskie wydanie ukazało się w tym samym roku nakładem Wydawnictwa Dolnośląskiego, w tłumaczeniu Iwony Zimnickiej.